# ミカドイエロー

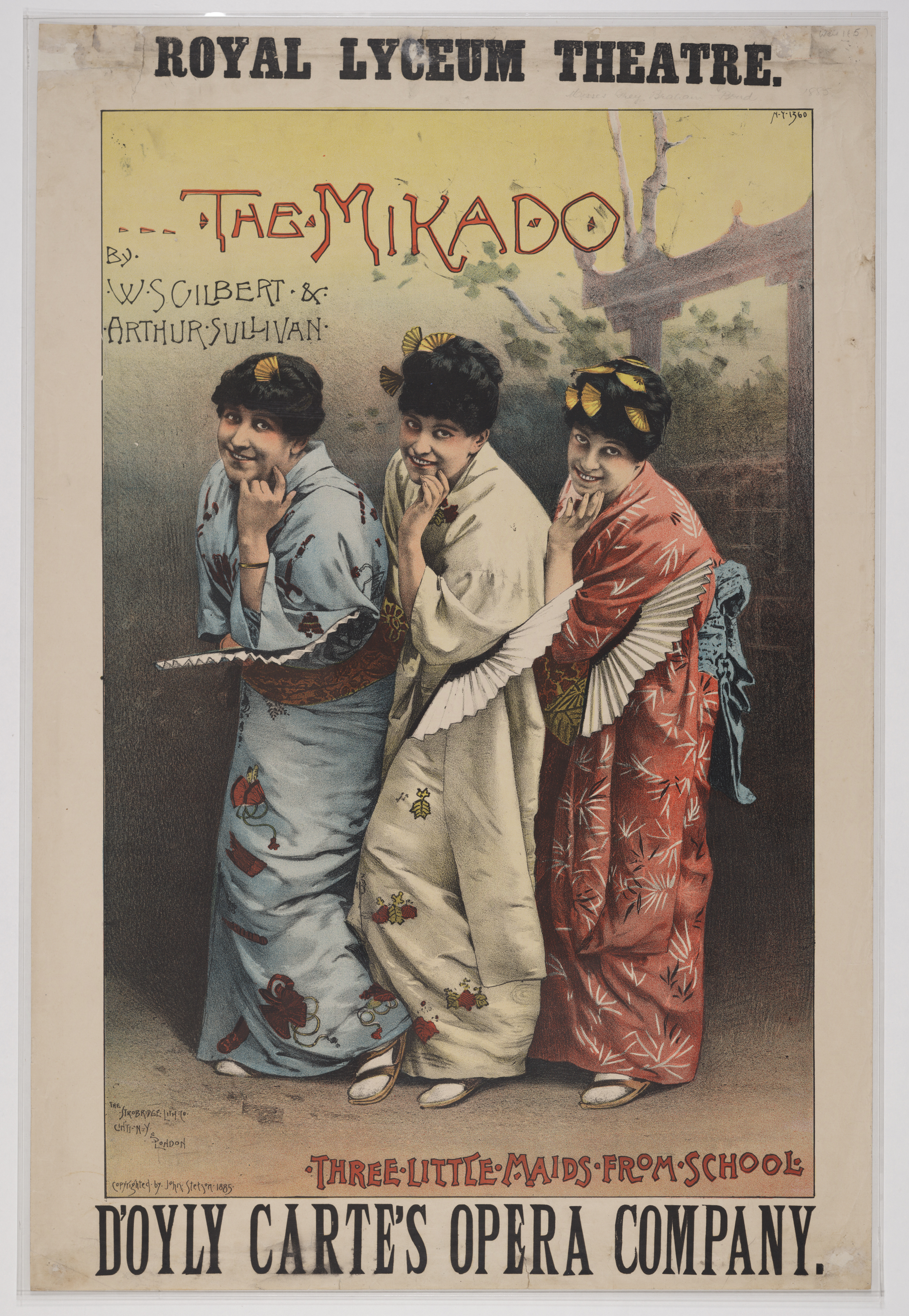
『ミカド』のポスター

ミカドイエロー（英: mikado yellow）は、黄味が強い黄土色のような黄色を指す英語の色名である。
ジャポニスムに沸いていた中で、1885年にイギリスで公演されたオペレッタ『ミカド』の舞台衣装の色だったものが、流行色となり定着したという。その他にミカドを冠する色名として、ミカドブラウン、ミカドオレンジ、ミカドゴールデンイエローがある。